# Porta Cailhau
La porta Cailhau (in francese porte Cailhau) è una porta storica di Bordeaux costruita in stile gotico nel XV secolo e situata sulla riva della Garonna.
La porta originale si trovava nel bastione del xiv secolo. Fu sostituito dall'attuale monumento, costruito più vicino alla Garonna tra il 1493 e il 1496. Per caso, alla fine della costruzione, re Carlo VIII vinse nel 1495 nella battaglia di Fornoue contro gli italiani, durante la quale l'arcivescovo di Bordeaux, André d'Espinay guidò un contingente di Bordeaux. Per commemorare questa vittoria, la porta che formava un ingresso reale di fronte al Palais de l'Ombrière fu dedicata dai giurati a Carlo VIII, e adornata con la sua statua di marmo bianco, che regge globo e scettro, circondata dal cardinale d'Espinay e da San Giovanni Battista. La statua, rotta dai rivoluzionari nel 1793 fu sostituita da una copia in pietra nel 1880. L'architetto originale era probabilmente Raymond Macip. Successivamente, l'edificio fu abbastanza ristrutturato, compreso l'allargamento della baia da parte dell'architetto Charles Dardan nel 1753-1754. Ma fu soprattutto l'architetto Charles Durand a restaurarlo e ripulirlo dagli edifici adiacenti dal 1880 al 1890.
Più recentemente, il monumento ha subito un restauro anche nel 1960 e un'illuminazione. La ristrutturazione della Place du Palais, situata vicino al cancello e realizzata nel 2010, consente uno sviluppo del monumento. È regolarmente aperto al pubblico per visite turistiche.

## Descrizione
Da un punto di vista architettonico, è un monumento di transizione gotico-rinascimentale  : caditoie lungo tutto il perimetro della torre, erpici,abbaini e feritoie tradiscono il suo carattere difensivo direttamente ereditato dal Medioevo. Mentre le bretelle sopra le bifore,il tetto slanciato con eleganti torrette o le tettoie fiammeggianti sopra le nicchie annunciano già un carattere più decorativo specifico del Rinascimento.
Va notato che gli arcieri danno sul lato del fiume ma anche sul lato della città.
Sul lato della città, vediamo la traccia del vecchio bastione (circa 2 m di spessore e 8-10 m di altezza) in cui una porta, attualmente cedendo nel vuoto, probabilmente consentiva l'accesso al camminamento.
Con i suoi tetti, la porta raggiunge i 35 metri di altezza

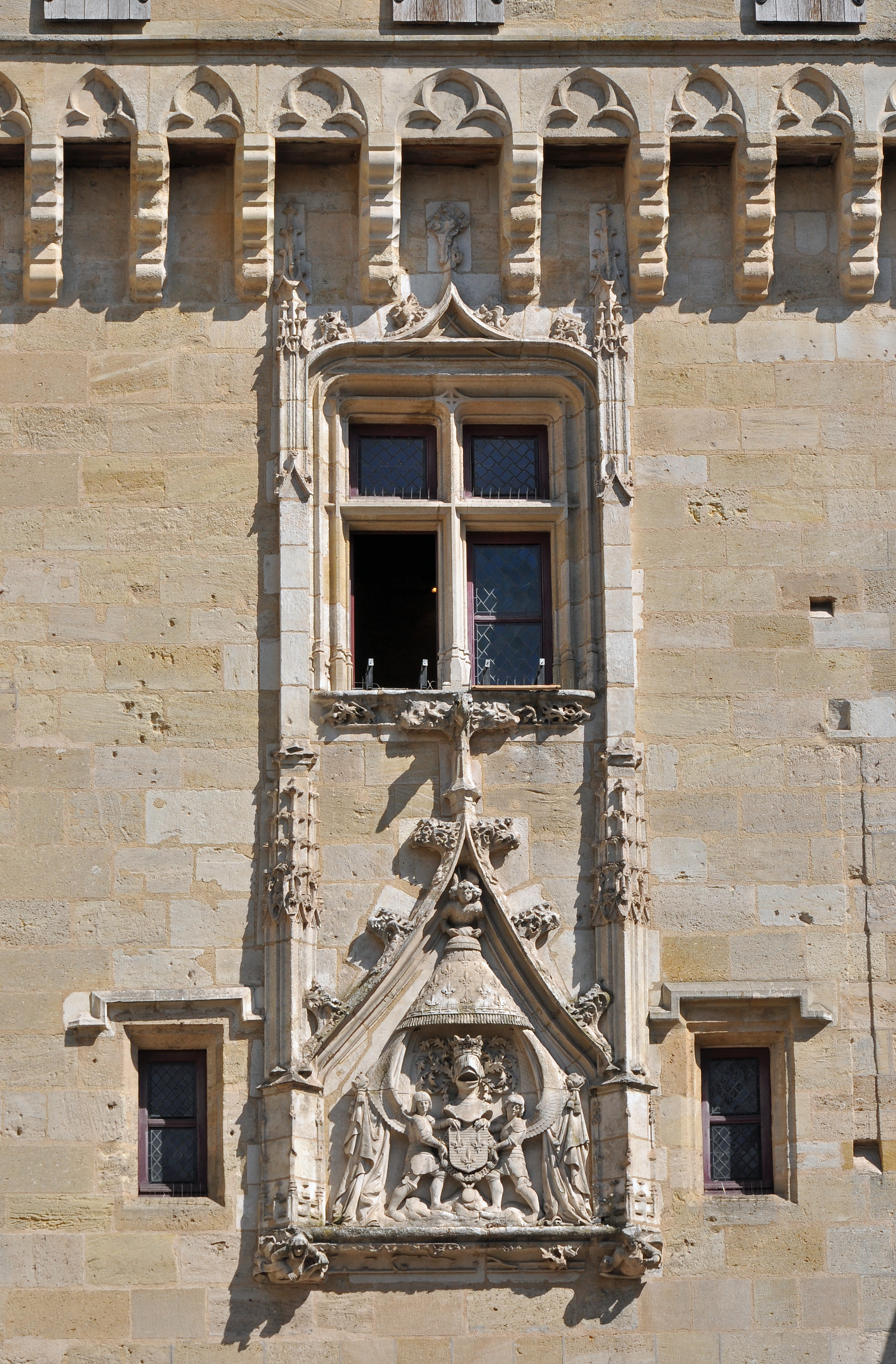
Dettaglio presente sulla porta